# Maimonides

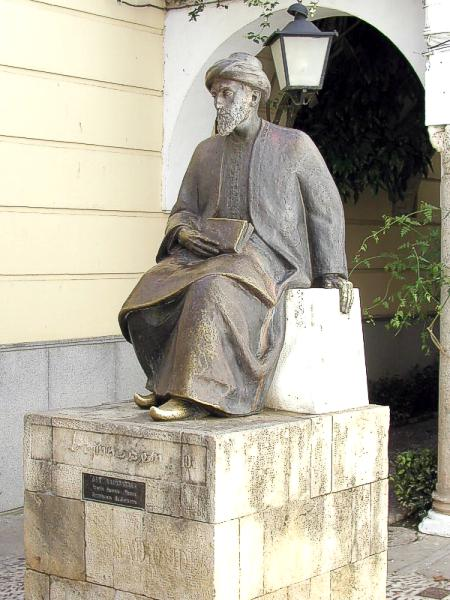
Maimonides-Statue in Córdoba (Spanien)

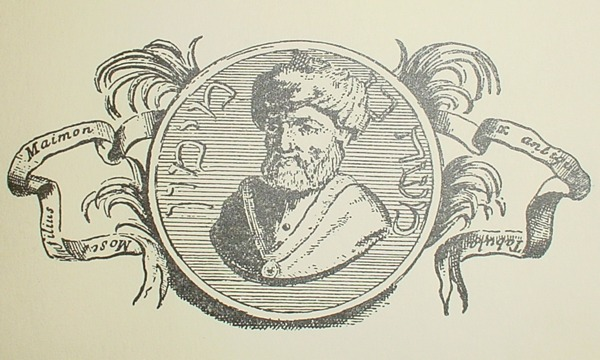
Maimonides, Abbildung aus dem 18. Jahrhundert

Moses Maimonides (hebräisch משה בן מימון Mosche ben Maimon; geboren zwischen 1135 und 1138  in Córdoba; gestorben am 13. Dezember 1204 in Kairo) war ein andalusischer jüdischer Philosoph, Rechtsgelehrter, Theologe und Arzt, der vor allem in al-Andalus und Ägypten wirkte. Für Jahrzehnte war er das geistige Haupt der Sephardim. Er gilt als bedeutender Gelehrter des Mittelalters.
Maimonides ist die gräzisierte Form (Μαϊμονίδης) des hebräischen Namens ben Maimon; die Endung -ides bezeichnet die Herkunft und entspricht arabisch ibn/hebräisch ben. Moses Maimonides wird auch RaMBaM (hebräisch רמב״ם) genannt. Hierbei handelt es sich um ein rabbinisches Akronym für Rabbi Mosche Ben Maimon, רבי משה בן מימון. Sein arabischer Name lautet أبو عمران موسى بن عبيد الله ميمون القرطبي, DMG Abū ʿImrān Mūsā b.ʿUbaidallāh Maimūn al-Qurṭubī oder einfach Musa bin Maimun bzw. Musa ibn Maimun oder kürzer Ibn Maimun.
Seine Hauptwerke, die Systematisierung des jüdischen Rechts Mischne Tora und das um 1190 in arabischer Sprache erschienene religionsphilosophische Werk Führer der Unschlüssigen, waren ihrer Radikalität wegen lange Zeit heftig umstritten. Daneben hat Maimonides zahlreiche weitere Schriften zur Religion, Philosophie, Medizin und Astronomie hinterlassen.

## Leben
Maimonides wurde zwischen 1135 und 1138 geboren.  Er entstammte einer der angesehensten Familien Córdobas, deren Haus zu den Zentren des dortigen intellektuellen Lebens gehörte. Unterweisung in die jüdische Lehre erhielt er durch seinen Vater, einen Rabbiner und Richter in Córdoba. Zudem unterrichteten ihn arabische Lehrer in der Philosophie der Antike und in Naturwissenschaften.
Im Jahr 1148, nach der Invasion der Almohaden (von arabisch al-muwahhidun, „Bekenner der Einheit Gottes“), die einen intoleranten Islam vertraten und jüdische Gemeinden verfolgten, wurde seine Familie vor die Wahl gestellt, zum Islam überzutreten oder auszuwandern. Maimonides’ Familie entschied sich für Letzteres: Sie floh, verbrachte mehrere Jahre unstet in Spanien und möglicherweise auch in der Provence und ließ sich vermutlich 1160 im marokkanischen Fès nieder. Maimonides vermochte sich trotzdem während dieser Zeit weiterzubilden und verfasste 1158 bzw. 1159 eine Einführung in die Grundlagen der Kalenderberechnung und 1159 eine Einführung in die aristotelische Logik.
Maimonides’ Vater und 1160 auch Maimonides selbst intervenierten im Streit um die Beurteilung von Juden, die sich ohne innere Überzeugung zum Islam bekannten, wobei sich beide gegen deren rigorose Verurteilung richteten.
1165 zog die Familie weiter nach Jerusalem, dann nach Alexandria und schließlich nach Fustat, heute ein Teil von Kairo, wo Maimonides bis zu seinem Tod lebte.
Die ersten Jahre in Ägypten konnte er ohne Verpflichtungen als Gelehrter verbringen, da sein Bruder David als Juwelenhändler zwischen Indien und den Mittelmeerländern für den Familienunterhalt sorgte. Nachdem sein Bruder bei einem Schiffsunglück den Tod gefunden hatte und dabei nicht nur das gesamte Vermögen der Familie, sondern auch anvertrautes Kapital anderer Händler verloren gegangen war, musste Maimonides, auch um die Schulden zu begleichen, eine Erwerbsarbeit aufnehmen. Um nicht als Rabbiner finanziell von einer „Lizenz des Exilarchen“ abhängig sein zu müssen, wählte er, bereits in früher Jugend medizinisch ausgebildet, um 1170 den Beruf des Arztes, in dem er sich einen so großen Ruf erwarb, dass er 1185 Leibarzt von Qadi al-Fadil wurde, des Sekretärs von Sultan Saladin, quasi des ägyptischen Regierungschefs. Eine Quelle berichtet auch davon, dass Saladin und dessen ältester Sohn al-Afdal zu seinen Patienten zählten.
Seit 1177 war er zudem Vorsteher (Nagid) der jüdischen Gemeinde von Kairo. Damals schrieb er an seinen provenzalischen Übersetzer Schmuel ibn Tibbon:

„Ich wohne in Misr (= Fustat) und der Sultan residiert in Kairo; diese zwei Orte sind zwei Sabbatreisen voneinander entfernt. Meine Pflichten beim Sultan sind sehr ermüdend. Ich muss ihn jeden Tag besuchen, angefangen am frühen Morgen, und wenn er sich unwohl fühlt oder eines seiner Kinder oder ein Mitglied seines Harems krank ist, darf ich Kairo nicht verlassen, sondern muss für die meiste Zeit des Tages im Palast bleiben. Es geschieht auch oft, dass ein oder zwei königliche Beamte krank werden und ich ihre Heilung beaufsichtigen muss. Deshalb gelange ich sehr früh am Morgen nach Kairo, und auch wenn nichts Außergewöhnliches geschieht, kehre ich nicht vor dem Nachmittag nach Misr zurück. Dann sterbe ich fast vor Hunger … Ich finde ein volles Vorzimmer vor, gefüllt mit Juden wie Nichtjuden, Edelmännern und Bürgerlichen, Freunden und Feinden, eine bunt gemischte Menge, die auf meine Rückkehr wartet. Ich steige ab von meinem Reittier, wasche mir die Hände und widme mich meinen Patienten und bitte sie, ein leichtes Mahl mit mir zu teilen, das einzige, das ich innerhalb von 24 Stunden verzehre. Dann untersuche ich sie, schreibe Rezepte und gebe ihnen Anweisungen für die verschiedenen Krankheiten. Die Patienten kommen und gehen bis zum Sonnenuntergang, manchmal gar bis zur späten Nacht. Wenn es Abend wird, bin ich so müde, dass es mir kaum noch gelingt, zu sprechen.“

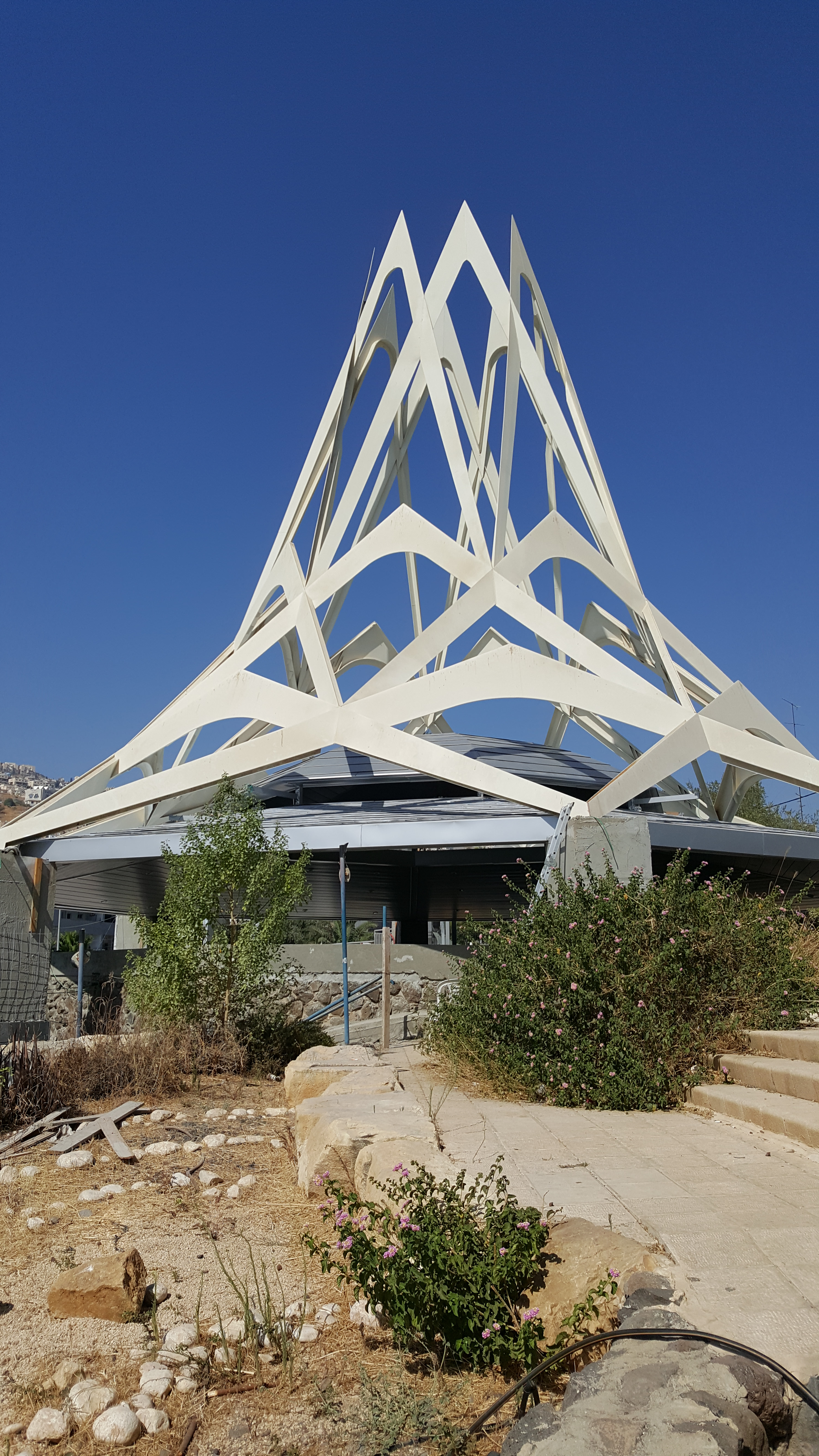
Maimonides’ Grab in Tiberias

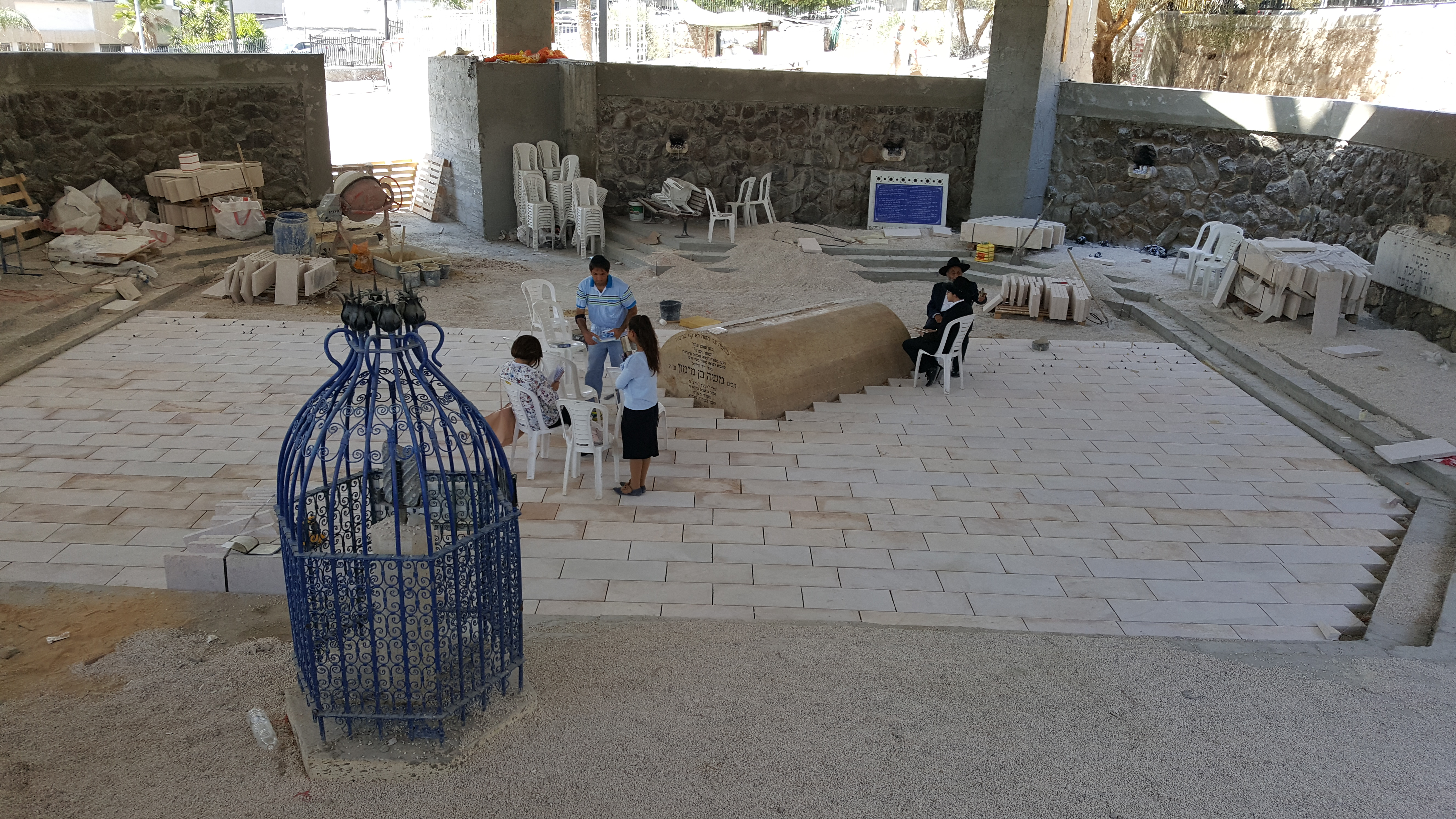
Sarkophag des Maimonides. 2017

Seine erste Frau war jung gestorben, und in Ägypten heiratete er ein zweites Mal. Seine zweite Frau war die Schwester von Ibn Almali, einem königlichen Sekretär, der selbst Maimonides’ einzige Schwester heiratete. Der Erziehung seines einzigen Sohnes Abraham widmete Maimonides viel Liebe und Aufmerksamkeit. Ein weiterer Trost in dieser Zeit, in der er mit ausführlicher Korrespondenz und dem Verfassen seiner Hauptwerke beschäftigt war, war sein begeisterter Schüler Joseph ibn Sham'un, den er wie einen Sohn liebte; für ihn schrieb er den Führer der Unschlüssigen und schickte ihm das Werk Kapitel für Kapitel zu.
Als Maimonides am 13. Dezember 1204 starb, wurde in sämtlichen damaligen jüdischen Gemeinden öffentliche Trauer ausgerufen, die in Fustat drei Tage dauerte. In Jerusalem wurde ein öffentliches Fasten verordnet, wobei aus diesem Anlass aus dem 1. Buch Samuel vorgelesen wurde: „Fort ist die Herrlichkeit aus Israel, denn die Lade Gottes ist weggeschleppt worden.“ Maimonides wurde entsprechend seinem Wunsch in Tiberias bestattet; das Grab ist heute noch zu besichtigen.

## Werk

### Texte zum jüdischen Glauben und Recht
Während seines Aufenthalts in Kairo schrieb und redigierte er seine wichtigsten, lange vieldiskutierten Werke:
In Kitāb al-Sirāj, auf Arabisch verfasst und später von ibn Tibbon ins Hebräische übersetzt, kommentierte er die Mischna; seine in der Einleitung zu Sanhedrin X,1 zusammengefassten 13 Glaubensartikel (Iqqarim) wurden in gekürzter und hymnisch-poetisierter Form später als Jigdal in viele Ausgaben des jüdischen Gebetbuches aufgenommen.
1180 erschien Mischne Tora („Wiederholung des Gesetzes“), eine Überarbeitung der rabbinischen Rechtsauslegung in 14 Bänden, die Mischna und Tora streng logisch organisierte. Das Werk wurde u. a. von Rabbi Abraham ben David von Posquières zum Teil heftig kritisiert, was, auch im Zusammenhang der Kontroversen um seine religionsphilosophische Position, zum Maimonidesstreit führte. Dennoch gilt Maimonides als die Autorität schlechthin auf dem Gebiet der religionsgesetzlichen Literatur. Im Gegensatz zu Maimonides’ anderen bedeutenden Werken, die auf Arabisch verfasst wurden, ist Mischne Tora im Original hebräisch geschrieben.

### „Führer der Unschlüssigen“
An seinem religionsphilosophischen Hauptwerk Führer der Unschlüssigen arbeitete Maimonides von 1176 bis 1190 oder 1200 (die Datierung ist umstritten).
Das Werk ist auf Judäo-Arabisch unter dem Titel Dalālat al-Ḥā’irīn دلالة الحائرين verfasst und wurde von Maimonides’ Zeitgenossen Samuel ibn Tibbon in einer wörtlichen Fassung und von Juda al-Charisi in freierer Form, beide Male unter dem Titel More nevuchim, „Lehrer der Beschämten – oder: der Unschlüssigen, Verwirrten“ ins Hebräische übersetzt. Wenig später erschienen lateinische Übersetzungen, zuerst in zwei kurzen Auszügen, dem Liber de parabola und dem Liber de Uno Deo Benedicto, dann – vermutlich um 1242/1244, gleichzeitig, als in Paris Talmudausgaben verbrannt wurden – vollständig, und zwar möglicherweise von Nikolaus Donin und Thibaud de Sézanne (so G. K. Hasselhoff), basierend auf der zweiten hebräischen Übersetzung von Juda al-Charisi, unter dem Titel Dux neutrorum. Diese Übersetzung ließ 1520 der Humanist Jodocus Ascensius Badius in Paris drucken. Sie wurde 1964 und 2005 in Faksimile neu aufgelegt. 1629 veröffentlichte Johann Buxtorf der Jüngere in Basel eine zweite vollständige lateinische Übersetzung.
Bezugsproblem des Werks ist die Vereinbarkeit von religiösem Glauben und Wissenschaft, was im historischen Kontext bedeutete: aristotelischer Logik und Metaphysik. Auf die Schwierigkeit, diese zu vereinbaren, bezieht sich die titelgebende „Unschlüssigkeit“. Das Werk versucht daher, die jüdische Religion mit der aristotelischen, z. T. auch der neuplatonischen Philosophie zu verbinden. Dazu schlägt er unter anderem eine Vielfältigkeit der Bedeutungen verschiedener Torastellen vor, insbesondere solche, wo bildhaft und anthropomorph formuliert wird und Kategorien physischer Körper Gott beigelegt werden. Der Philosoph und Wissenschaftler solle im Falle eines (scheinbaren) Widerspruchs mit dem Text der Tora diese allegorisch deuten und so auf eine eigentliche Wahrheitsebene stoßen, die mit den Prinzipien von Logik und Wissenschaft übereinstimme. Der philosophisch ungeschulte Gläubige hingegen möge den wörtlichen Textsinn als unmittelbare Wahrheit nehmen. Die genaue Rekonstruktion dieser Theorie ist bis heute umstritten. (S. zu ähnlichen Traditionen allegorischer Bibellektüre PaRDeS.) Ihren erkenntnis-, sprachtheoretischen und metaphysischen Rahmen bildet eine besonders radikale Form der negativen Theologie.
Der Führer der Unschlüssigen fand im 13. Jahrhundert auch Verbreitung in Europa und wurde, trotz anfänglicher Verbotsversuche, zu einer der zentralen Schriften in religiösen und philosophischen Debatten. Insbesondere Thomas von Aquin setzte sich kritisch mit ihr auseinander und entwickelte seine Analogielehre teils als Antwort auf die negative Theologie des Dux neutrorum. Wohlwollender war die Rezeption zuvor bei Albertus Magnus, später dann bei Meister Eckhart und Nikolaus von Kues. Auch Spinoza setzte sich meist kritisch mit ihr auseinander. Im 18. Jahrhundert griffen Moses Mendelssohn und besonders enthusiastisch Salomon Maimon auf Maimonides’ Werk zurück, um im Sinne der Haskala ein modernes Judentum im Geist der Aufklärung zu begründen. Unter den zahlreichen durch Maimonides beeinflussten Denkern des 19. und 20. Jahrhunderts sind beispielsweise Hermann Cohen mit seiner neokantianisch-ethisch imprägnierten Lesart oder Leo Strauss zu erwähnen, dessen Maimonides-Interpretation einen versteckten radikaleren Textsinn postulierte und heute meist kritisch gesehen wird.

### Medizinische Schriften

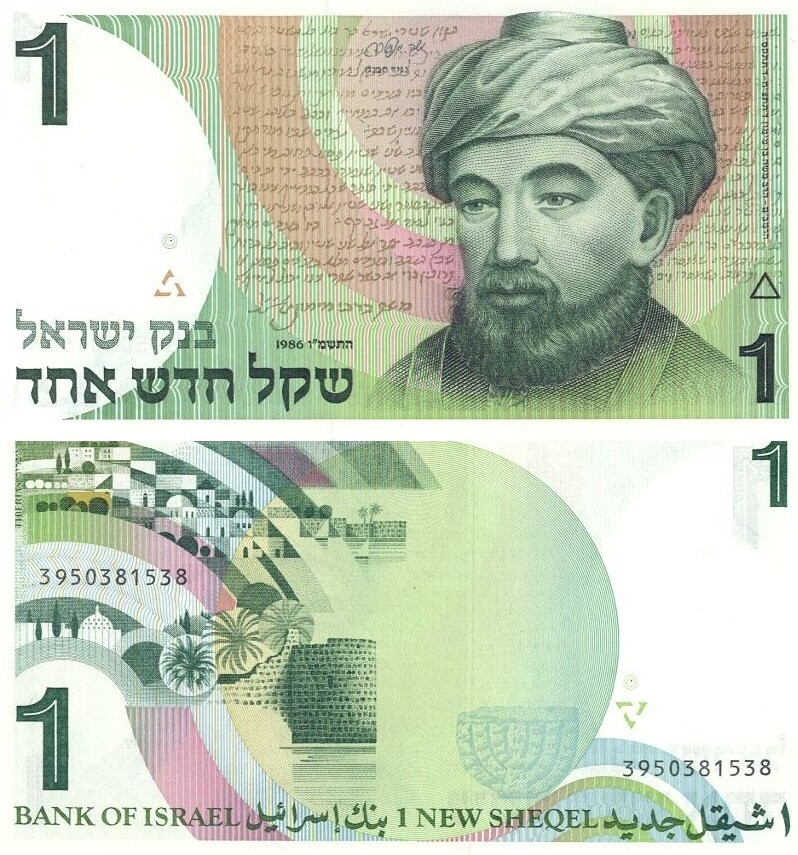
Maimonides auf einem israelischen 1-Schekel-Schein

Maimonides erhielt seine ersten medizinischen Kenntnisse wahrscheinlich von seinem Vater, setzte jedoch seine medizinische Ausbildung während seines siebenjährigen Aufenthalts in Fès fort, wo er zum Bekanntenkreis der dortigen Ärzte gehörte. In seinem für einen islamischen Patron Ende des 12. Jahrhunderts in arabischer Sprache verfassten Traktat über Asthma beschreibt er Gespräche mit dem jüdischen Arzt Abu Yusuf ibn Mu'allim und mit Muhammad, Sohn des Gelehrten Avenzoar, welcher Averroes in Medizin unterrichtete. Maimonides war mit arabischen Übersetzungen der klassischen Schriften der griechischen Medizin vertraut und besorgte selbst Zusammenfassungen von einigen Schriften arabischer Ärzte.
Dass Maimonides als Arzt in muslimischen Kreisen hohes Ansehen genoss, geht unter anderem aus Schriften der Gelehrten Ibn Abī Usaibiʿa (1203–1270) und Abd al-Latif al-Baghdadi hervor, welcher Maimonides 1201 in Kairo besuchte.
Maimonides klassifizierte die Medizin in drei Abteilungen: Präventivmedizin, Heilung der Kranken und Pflege der Rekonvaleszenten, einschließlich der Alten und Behinderten. Seine medizinischen Lehren beruhen auf der damals verbreiteten Humoralpathologie, wie sie von Hippokrates und Galenus entwickelt wurde. Er betont den rationalen Charakter der Medizin und wendet sich ausdrücklich gegen den Gebrauch von Beschwörungen und Amuletten bei der Behandlung von Kranken. In seinem Traktat über Asthma betont Maimonides, dass zur Ausübung des ärztlichen Handwerks Kunst, Logik und Intuition benötigt wird und dass ein Arzt eine umfassende Sicht des Patienten gewinnen muss, um eine Diagnose über seinen allgemeinen Zustand sowie über Krankheiten einzelner Organe erstellen zu können. Er gibt zudem Empfehlungen zur vorzugsweise diätetischen Behandlung von Asthma.
Maimonides verfasste zehn medizinische Abhandlungen in arabischer Sprache, die meisten davon gegen Ende seines Lebens in Kairo:
1. Sharh fusul Abuqrat, ein Kommentar zu den Aphorismen des Hippokrates.
2. Muchtasarat li-kutub Galinus, eine Sammlung von Auszügen aus den Schriften Galens.
3. Kitab fusul Musa, eine Zusammenstellung von circa 1500 Aphorismen (gegliedert in 25 thematische Abschnitte mit Themen aus der Anatomie, Physiologie, Pathologie und Zeichenlehre sowie der allgemeinen und speziellen Therapie[11]) , die sich stark auf die Schriften des griechischen Arztes Claudius Galenus bezieht, aber auch eigene Gedanken überliefert.
4. Fi tadbir as-sihha, ein Regimen sanitatis, das Maimonides im Auftrage des Emirs von Damaskus Ali al-Malik al-Afdal Nur erstellte.
5. Maqala fi bayan al-a‘rad wa-l- jawab ‘anha, ein weiteres Schreiben an den Emir al-Afdal, in dem sich Maimonides den Beschwerden seines Herren widmet und Möglichkeiten der Heilung aufzeigt.
6. Maqala fi r-rabw, ein Traktat über Asthma.
7. Maqala fi l-bawasir, ein Traktat über Hämorrhoiden.
8. Kitab fi l-jima‘, ein Traktat über den Geschlechtsverkehr, an einen unbekannten Adressaten gerichtet.
9. Kitab as-sumum, eine Abhandlung über Gifte und ihre Gegenmittel.
10. Sharh asma’ al-‘uqqar, eine Synonymen-Liste, in der die Namen von circa 2000 Heilmitteln nach ihren arabischen, griechischen, persischen, spanischen und berberischen Bezeichnungen geordnet sind, ohne dass eine genauere Beschreibung erfolgt.

### Astronomische Schriften
Maimonides verfasste keine systematische Abhandlung über Astronomie, war aber mit dem Thema gründlich vertraut, wie einige Stellen im Führer der Unschlüssigen und in seiner Schrift über die Kalenderberechnung Die Heiligung des Neumondes aufzeigen. 1194 schrieb er in einem Brief, der an einige Rabbiner in Südfrankreich adressiert war, dass er Astrologie als erstes weltliches Fach studiert und sämtliche verfügbaren arabischen Quellen zum Thema gelesen habe, wobei er gleichzeitig Astrologie als Pseudowissenschaft verurteilte.

## Texte

### „Führer der Unschlüssigen“
- Salomon Munk (Hrsg.): Le Guide des égarés : traité de théologie et de philosophie par Moïse ben Maimoun dit Maïmonide. Publ. pour la première fois dans l’original arabe et accompagné d’une traduction française et des notes critiques littéraires et explicatives par S. Munk. – Réimpression photomechanique de l’édition 1856–1866. Zeller (Kritische Ausgabe des judäoarabischen Textes nebst französischer Übersetzung mit Anmerkungen), Osnabrück.
- Husain Ata´i (Hrsg.): Dalalat al-ha´irin.Üniv., Ankara 1974 (arabische Transkription).
- Agostino Giustiniani, Augustinus Justinianus (Hrsg.): Rabbi Mossei Aegyptii Dux seu Director dubitantum aut perplexorum. Paris 1520; Nachdruck Minerva Journals 1964, ISBN 3-86598-129-1 (Textbasis: hebr. Übers. des Juda al-Charisi; fehlerhafter Abdruck der ersten latein. Übers. eines mittelalterlichen Anonymus (um 1240); im Umkreis des Erasmus ediert), Frankfurt.
- Shlomo Pines (Hrsg.): The guide of the perplexed. Transl. with an introd. and notes by Shlomo Pines. With an introd. essay by Leo Strauss. Univ. of Chicago Pr. Chicago 1963 (Die allgemein gebräuchliche englische Übersetzung).
- Yossef Kafih (Hrsg.): Moreh Nevukhim. Mosad ha-Rav Kook, Jerusalem 1972 (hebräische Übersetzung).
- Michael Schwarz (Hrsg.): Moreh Nevukhim. Tel Aviv University Press, Tel Aviv 2002 (gebräuchliche neue hebräische Übersetzung).
- Führer der Unschlüssigen. Übersetzung (und Anmerkungen) von Adolf Weiß. 3 Bände. Berlin 1923/1924; 3. Auflage. Meiner, Hamburg 1995, ISBN 3-7873-1144-0.
- Wegweiser für die Verwirrten – Eine Textauswahl zur Schöpfungsfrage. Eingeleitet von Frederek Musall und Yossef Schwartz. Dreisprachig (Arabisch, Hebräisch, Deutsch); übersetzt von Wolfgang von Abel, Ilya Levkovich, Frederek Musall. Herders Bibliothek der Philosophie des Mittelalters. Band 19. Herder, Freiburg 2009, ISBN 978-3-451-28707-7.

### „Mischne Tora“
- Moses Hyamson (Hrsg.): Maimonides. The Book of Knowledge. Feldheim, Jerusalem 1974.
- H. M. Russell (Hrsg.): The book of knowledge from the Mishnah Torah of Maimonides. The Royal College of Physicians, Edinburgh 1981, ISBN 0-85405-038-8.
- Shabse Frankel (Hrsg.) Mishneh Torah. 12 Bände. Hotzaat Shabse Frankel, Jerusalem 2000.
- Yale Judaica Series
  - Introduction, Isadore Twersky (1982) ISBN 0-300-02846-6
  - Book 2, The Book Of Love. Menachem Kellner (2004) ISBN 0-300-10348-4
  - Book 3, The Book Of Seasons. Solomon Gandz, Hyman Klein (1961) ISBN 0-300-00322-6
  - Book 3, Treatise 8, The Sanctification of the New Moon. Solomon Gandz, Julian Obrmann, Otto Neugebauer (1956) ISBN 0-300-00476-1.
  - Book 4, The Book Of Women. Isaac Klein. 1972, ISBN 0-300-01069-9.
  - Book 5, The Book Of Holiness. Leon Nemoy, Louis I. Rabinowitz, Philip Grossman. 1965, ISBN 0-300-00846-5.
  - Book 6, The Book Of Asseverations. B. D. Klein. 1962, ISBN 0-300-00633-0.
  - Book 7, The Book Of Agriculture. Isaac Klein. 1979, ISBN 0-300-02223-9.
  - Book 8, The Book Of Temple Service. Mendell Lewittes. 1957, ISBN 0-300-00497-4.
  - Book 9, The Book Of Offerings. Herbert Dan. 1950, ISBN 0-300-00398-6.
  - Book 10, The Book Of Cleanness. Herbert Dan. 1954, ISBN 0-300-00397-8.
  - Book 11, The Book Of Torts. Hyman Klein. 1954, ISBN 0-300-00632-2.
  - Book 12, The Book Of Acquisitions. Isaac Klein. 1951, ISBN 0-300-00631-4.
  - Book 13, The Book Of Civil Laws, Jacob J. Rabinowitz. 1949, ISBN 0-300-00845-7.
  - Book 14, The Book Of Judges. Abraham M. Hershman. 1949, ISBN 0-300-00548-2.
- Moznaim Publishing Corp. (engl. Übers. in 27 Bd.n)
- Auswahlübersetzung von Philip Birnbaum: Maimonides’ Mishneh Torah: Yad Hazakah. Hebrew Pub. 1944, ISBN 0-88482-437-3 / ISBN 0-88482-436-5.
- Codex Maimuni. Moses Maimonides’ Code of Law. The illuminated Pages of the Kaufmann Mishneh Torah. Corvina/Helikon/Strassburger (Hrsg.) 1984, ISBN 3-924186-93-6.

### Medizinische Schriften
- Hermann Kroner (Hrsg.): Eine medicinische Maimonides-Handschrift aus Granada. Ein Beitrag zur Stilistik des Maimonides und zur Charakteristik der hebräischen Übersetzungsliteratur. Im Urtext hrsg., übersetzt und kritisch erläutert. In: Janus 21, 1916, S. 203–247.
- Max Meyerhof: L’explication des noms de drogues composé par Maïmonides. Texte publié pour la première fois d’après le manuscrit unique avec traduction commentée et index. Impr. de l’Institut Français, Kairo 1940.
- Suessmann Muntner (Hrsg.): Moses ben Maimon, Aphorisms of Moses. Jerusalem 1959 (hebräisch).
- Suessmann Muntner (Hrsg.): Moses ben Maimon, Regimen sanitatis. Jerusalem 1963 (Ausgabe der hebräischen Übersetzung R. Moshe ibn Tibbons).
- Suessmann Muntner, Fred Rosner (Hrsg.): The Medical Aphorisms of Moses Maimonides. New York 1970 / Haifa 1989.
- Gerrit Bos (Hrsg.): Maimonides: On Asthma Brigham Young University Press, Provo. Vol. 1. 2002 (Text parallel arabisch und englisch), ISBN 0-8425-2475-4 - Vol. 2. 2008, ISBN 978-0-8425-2690-6 (Texte lateinisch und hebräisch; Einleitung englisch).
- Gerrit Bos (Hrsg.): Maimonides: Medical Aphorisms. Treatises 1-5. A Parallel Arabic-English Edition. Brigham Young University Press, Provo 2004, ISBN 0-934893-75-6.
- Gerrit Bos (Hrsg.): Maimonides: On Coitus. A New Parallel Arabic-English Edition and Translation. Brill, Leiden/Boston 2018, ISBN 978-90-04-38008-0.

### Weitere Texte
- Isadore Twersky (Hrsg.): A Maimonides Reader. Behrman House, West Orange, N.J. 1972.
- Raymond L. Weiss, Charles E. Butterworth (Hrsg.): The Ethical Writings of Maimonides. Dover, New York 1975.
- David Hartman, Abraham Halkin (Hrsg.): Crisis and Leadership. Epistles of Maimonides. Jewish Publication Society, Philadelphia 1985.
- Friedrich Niewöhner (Hrsg.): Acht Kapitel. Arabisch-deutsch, übersetzt von Maurice Wolff. 2. Auflage. Meiner, Hamburg 1992, ISBN 3-7873-1081-9.
- Der Brief in den Jemen. Texte zum Messias. Herausgegeben, übersetzt und kommentiert von Sylvia Powels-Niami unter Mitwirkung von Helen Thein. Mit einem Vorwort von Friedrich Niewöhner. Berlin 2002, ISBN 3-930450-74-7.